# Вагінізм
Вагіні́зм (лат. vaginismus) — стан, за якого мимовільний спазм м'язів перешкоджає проникненню будь-яких предметів у вагіну, що нерідко призводить до болю при проникаючому сексі. Часто виникає при першій спробі статевого акту.
Основною причиною є психологічний фактор. Фактори ризику включають сексуальне насильство, ендометріоз, диспареунію, вагініт або попередню епізіотомію.
Лікування може включати поведінкову терапію, таку як терапія поступової експозиції та терапія поступового розширення вагіни. 

## Епідеміологія
Оцінки поширення явища відрізняються. В одній з книжок підрахували, що вагінізм мають 0,5 % жінок. У підручнику 2016 року також вказується близько 0,5 % жінок. За іншим дослідженням, у Марокко та Швеції вагінізм зустрічається у 6 % жінок. Серед жінок, що відвідують клініки щодо сексуальної дисфункції, рівень вагінізму може становити від 12 до 47 %.